# Agonum extensicolle
Agonum extensicolle es una especie de escarabajo del género Agonum, familia Carabidae. Fue descrita científicamente por Say en 1823.
Esta especie se encuentra en Arizona y Canadá.